# Познихир, Виктор Викторович
Виктор Викторович Познихир — российский военный деятель, первый заместитель начальника Главного оперативного управления (ГОУ) Генштаба ВС РФ, генерал—полковник.
Родился 26 апреля 1961 г. в пгт Дубовязовка Сумской области в семье культработника. Окончил Дубовязовскую среднюю школу (1978) и военное училище.
С 1996 г. служит в Москве.
С 2012 г. заместитель, с 2016 г. первый заместитель начальника Главного оперативного управления (ГОУ) Генштаба ВС РФ.
Генерал-лейтенант с 11 декабря 2015 года. Генерал-полковник с 19 февраля 2024 года.
Награждён орденом «За заслуги перед Отечеством» III степени, орденом Жукова, орденом «За военные заслуги», орденом Почёта.
Жена — Наталья Николаевна Познихир, художница. Сын — Кирилл.